# Webster's Dictionary

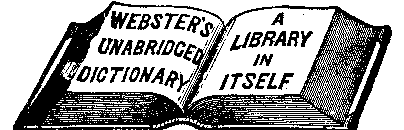
Advertentie voor de Webster's Unabridged Dictionary (1888)

Webster's Dictionary is een reeks woordenboeken die begin 19e eeuw werd uitgegeven door Noah Webster.  Bij uitbreiding werd de titel vaak gebruikt als soortnaam voor andere woordenboeken, al dan niet onder de benaming Webster's. De oorspronkelijke Webster-woordenboeken uit de 19e eeuw behoren intussen tot het publiek domein.  
De enige moderne woordenboeken die rechtstreeks teruggaan tot Noah Webster worden nu gepubliceerd door de Amerikaanse uitgeverij Merriam-Webster.